# Ziemia Czerwieńska (czasopismo)
Ziemia Czerwieńska. Rocznik Oddziału Polskiego Towarzystwa Historycznego we Lwowie – rocznik ukazujący się od 1935 do 1938 we Lwowie. Wydawcą był Oddział Lwowski Polskiego Towarzystwa Historycznego. Publikowane w nim były artykuły naukowe, recenzje, materiały dotyczące historii Galicji. Ukazały się jedynie 4 roczniki. Redaktorem naczelnym od 1936 roku był Kazimierz Hartleb. 